# Groot-Nicobarslangenarend
De Groot-Nicobarslangenarend (Spilornis klossi) is een vogel uit de familie Accipitridae (Havikachtigen).

## Verspreiding en leefgebied
Deze soort is endemisch op de Nicobaren, een groep eilanden in de Golf van Bengalen in het oosten van de Indische Oceaan.